# من بين أمور أخرى
من بين أمور أخرى هي رواية فنتازيا تأليف جو والتون.فاز الكتاب بجائزة هوغو لأفضل رواية لعام 2012.